# Vellemoz
Vellemoz est une commune française située dans le département de la Haute-Saône, la région culturelle et historique de Franche-Comté et la région administrative Bourgogne-Franche-Comté.

## Géographie

### Communes limitrophes
| Sainte-Reine |          |                            |
| Igny         | Vellemoz | La Chapelle-Saint-Quillain |
|              | Angirey  |                            |

### Climat
Pour des articles plus généraux, voir Climat de la Bourgogne-Franche-Comté et Climat de la Haute-Saône.
En 2010, le climat de la commune est de type climat des marges montargnardes, selon une étude du Centre national de la recherche scientifique s'appuyant sur une série de données couvrant la période 1971-2000. En 2020, Météo-France publie une typologie des climats de la France métropolitaine dans laquelle la commune est exposée à un climat semi-continental et est dans la région climatique  Lorraine, plateau de Langres, Morvan, caractérisée par un hiver rude (1,5 °C), des vents modérés et des brouillards fréquents en automne et hiver. 
Pour la période 1971-2000, la température annuelle moyenne est de 10,4 °C, avec une amplitude thermique annuelle de 17,3 °C. Le cumul annuel moyen de précipitations est de 963 mm, avec 12,8 jours de précipitations en janvier et 9,4 jours en juillet. Pour la période 1991-2020, la température moyenne annuelle observée sur la station météorologique de Météo-France la plus proche, « Bucey-lès-Gy », sur la commune de Bucey-lès-Gy à 7 km à vol d'oiseau, est de 11,6 °C et le cumul annuel moyen de précipitations est de 1 032,6 mm. 
La température maximale relevée sur cette station est de 41,5 °C, atteinte le 8 août 2003 ; la température minimale est de −23 °C, atteinte le 2 janvier 1971,,. 
Les paramètres climatiques de la commune ont été estimés pour le milieu du siècle (2041-2070) selon différents scénarios d'émission de gaz à effet de serre à partir des nouvelles projections climatiques de référence DRIAS-2020. Ils sont consultables sur un site dédié publié par Météo-France en novembre 2022.

## Urbanisme

### Typologie
Au 1er janvier 2024, Vellemoz est catégorisée commune rurale à habitat très dispersé, selon la nouvelle grille communale de densité à sept niveaux définie par l'Insee en 2022.
Elle est située hors unité urbaine et hors attraction des villes,.

### Occupation des sols
L'occupation des sols de la commune, telle qu'elle ressort de la base de données européenne d’occupation biophysique des sols Corine Land Cover (CLC), est marquée par l'importance des territoires agricoles (85,6 % en 2018), une proportion identique à celle de 1990 (85,6 %). La répartition détaillée en 2018 est la suivante : 
terres arables (60,7 %), zones agricoles hétérogènes (24,9 %), forêts (14,4 %). L'évolution de l’occupation des sols de la commune et de ses infrastructures peut être observée sur les différentes représentations cartographiques du territoire : la carte de Cassini (XVIIIe siècle), la carte d'état-major (1820-1866) et les cartes ou photos aériennes de l'IGN pour la période actuelle (1950 à aujourd'hui).

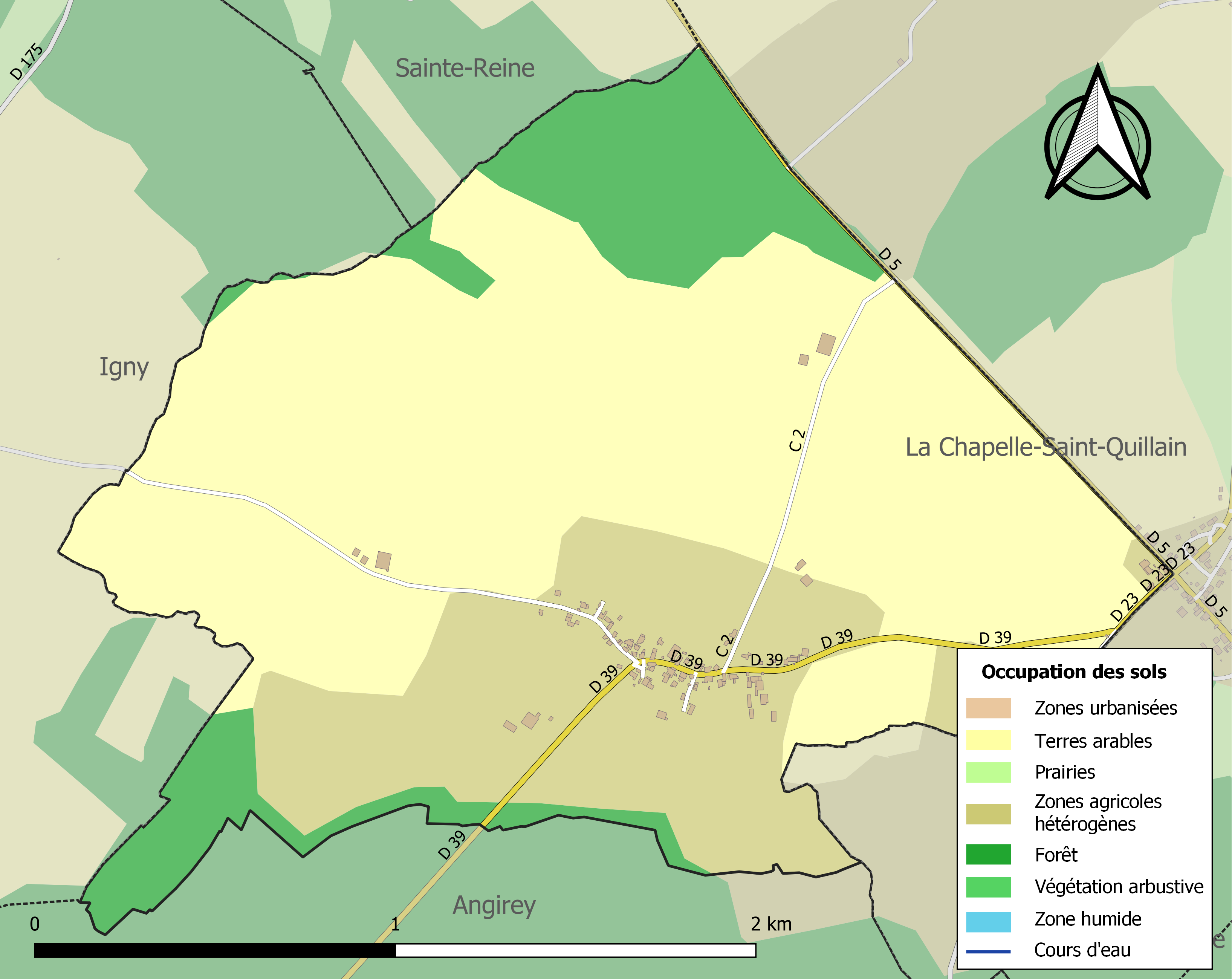
Carte des infrastructures et de l'occupation des sols de la commune en 2018 (CLC).

## Toponymie
L’étymologie du nom de ce village aurait pour origine le latin valles (nominatif pour vallée) et le francique : mosa qui veut dire "mousse". Ce petit village se trouve en effet dans une vallée très humide avec de nombreuses sources. Ces sources ont pour origine un sous-sol très argileux : la marne[réf. nécessaire].

## Histoire
La marne  faisait autrefois la richesse du village car riche en fer. Un lieu-dit de ce village porte le nom de Jalvise qui est un atelier de transformation pour extraire le fer d'un minerai.
Puis la marne a été extraite pour fertiliser certaines terres. Aujourd'hui seuls d'immenses trous sont encore visibles, témoignage visible d'extractions de ce minerai.
D'une façon générale le sous-sol de la Haute-Saône était exploité pour ce minerai (ex : Vy-le-Ferroux).

## Politique et administration

Carte départementale représentant en rouge la communauté de communes des monts de Gy (dans sa composition de 2015).

### Rattachements administratifs et électoraux
La commune fait partie de l'arrondissement de Vesoul du département de la Haute-Saône,  en région Bourgogne-Franche-Comté. Pour l'élection des députés, elle dépend de la première circonscription de la Haute-Saône.
Elle faisait partie depuis 1793 du canton de Gy. Dans le cadre du redécoupage cantonal de 2014 en France, la commune est désormais intégrée au canton de Scey-sur-Saône-et-Saint-Albin.

### Intercommunalité
La commune est membre depuis 2007 de la communauté de communes des monts de Gy.

### Liste des maires
| Période                                  | Période                       | Identité           | Étiquette | Qualité |
| ---------------------------------------- | ----------------------------- | ------------------ | --------- | ------- |
| Les données manquantes sont à compléter. |                               |                    |           |         |
| avant 1981                               | ?                             | Bernard Braconnier | DVG       |         |
| mars 1989                                | mars 2008                     | Claude Lucot       |           |         |
| mars 2008                                | 2014                          | Patrick Lucot      |           |         |
| 2014                                     | En cours (au 5 novembre 2015) | Jacques de Sy      |           |         |

## Population et société

### Démographie
L'évolution du nombre d'habitants est connue à travers les recensements de la population effectués dans la commune depuis 1793. Pour les communes de moins de 10 000 habitants, une enquête de recensement portant sur toute la population est réalisée tous les cinq ans, les populations de référence des années intermédiaires étant quant à elles estimées par interpolation ou extrapolation. Pour la commune, le premier recensement exhaustif entrant dans le cadre du nouveau dispositif a été réalisé en 2006.

En 2022, la commune comptait 87 habitants, en évolution de +4,82 % par rapport à 2016 (Haute-Saône : −1,4 %, France hors Mayotte : +2,11 %).
| 1793 | 1800 | 1806 | 1821 | 1831 | 1836 | 1841 | 1846 | 1851 |
| ---- | ---- | ---- | ---- | ---- | ---- | ---- | ---- | ---- |
| 220  | 794  | 214  | 207  | 244  | 266  | 240  | 247  | 228  |

| 1856 | 1861 | 1866 | 1872 | 1876 | 1881 | 1886 | 1891 | 1896 |
| ---- | ---- | ---- | ---- | ---- | ---- | ---- | ---- | ---- |
| 217  | 208  | 207  | 195  | 195  | 209  | 178  | 174  | 146  |

| 1901 | 1906 | 1911 | 1921 | 1926 | 1931 | 1936 | 1946 | 1954 |
| ---- | ---- | ---- | ---- | ---- | ---- | ---- | ---- | ---- |
| 137  | 125  | 131  | 114  | 108  | 114  | 110  | 117  | 110  |

| 1962 | 1968 | 1975 | 1982 | 1990 | 1999 | 2006 | 2011 | 2016 |
| ---- | ---- | ---- | ---- | ---- | ---- | ---- | ---- | ---- |
| 112  | 92   | 82   | 73   | 87   | 88   | 91   | 81   | 83   |

| 2021 | 2022 | - | - | - | - | - | - | - |
| ---- | ---- | - | - | - | - | - | - | - |
| 85   | 87   | - | - | - | - | - | - | - |

### Manifestations culturelles et festivités
La sainte patronne est sainte Jeanne d'Arc qui se fête ce deuxième dimanche du mois de mai, et est la date de sa fête patronale.

## Culture locale et patrimoine

### Lieux et monuments
Plusieurs bâtiments du XIXe siècle recensés dans la base Mérimée : 
- La fontaine[20] permettait aux habitants de laver leur linge. Elle fut utilisée jusqu'au début des années 80. L'eau de la source captée juste à côté était acheminée dans un bassin central par des crèches où les animaux de la ferme venaient boire en rentrant des prés.
- La mairie-école[21].
- L'ancien moulin[22].
- Une ferme[23].